# Gams bei Hieflau
Gams bei Hieflau est une ancienne commune autrichienne du district de Liezen en Styrie.